# 十二章

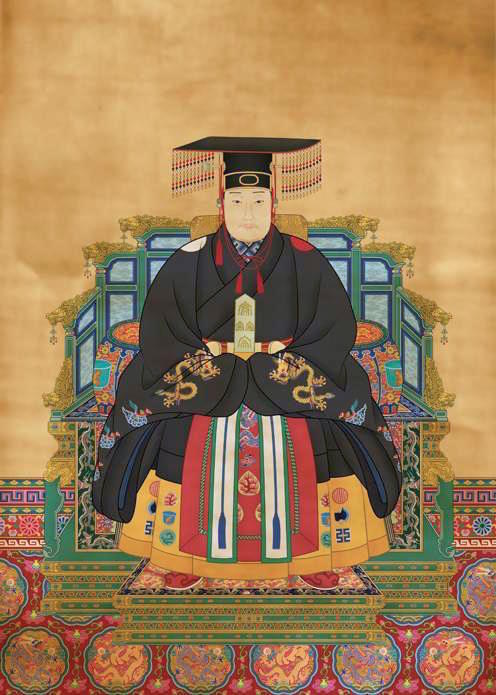
明神宗十二章冕服像

十二章，又称“十二文章”，是漢字文化圈古代貴族禮服上的十二種紋樣的統稱。

## 定義
十二章紋必須要有“日、月、星辰、山、龍、華蟲、宗彝、藻、火、粉米、黼、黻”這是十二種圖案，缺一不可，但至於怎麼設計和排列則無硬性規定。

## 內容和象徵意義
十二章的起源可追溯到史前時期，到了周代正式確立，成為歷代帝王的服章制度，一直沿用到袁世凱復辟帝制為止。中華民國北洋政府時期的國徽也是依照十二章設計的。
十二章為章服之始，以下又衍生出九章、七章、五章、三章之別，按品位遞減。例如明代服制規定：天子十二章，皇太子、亲王、世子俱九章。
- 日：即太陽，漢代以來的圖案中常繪有三足烏鴉，取材於「日中有烏」、「后羿射日」[1]等神話。
- 月：即月亮，漢代以來的圖案中常繪有蟾蜍或白兔，取材於「嫦娥奔月」[2]等神話。
- 星辰：即星宿，通常以若干小圓圈表示星星，之間以直線相連，組成星宿圖案。
- 山：圖案為群山之象。
- 龍：圖案為龍形。
- 華蟲：圖案為鳥形，理解爭議較大，孔穎達解釋為「雉」。[3]
- 宗彝：即宗廟彝器，圖案為尊形，是宗廟祭祀用的酒器。
- 藻：即水藻，圖案為水草形。
- 火：即火焰，圖案為火焰形。
- 粉米：即白米，圖案為數個米粒形。
- 黼：圖案為是黑白相次的斧形，刃白身黑。
- 黻：圖案抽象，為黑青相間的兩「弓」形相背之紋飾，為刺繡之花紋。

十二章，又稱「十二文章」。「文」和「章」，古代本為並列的兩個詞。「文」本意為紋樣。「章」本意為彰明。二者合指服裝上的花紋、圖案。董仲舒在《春秋繁露》中寫道：「天子服有文章。」孔穎達注《禮記》稱：「夏后氏畫之以山，殷人增之以火，周人加龍以為文章。」而帶有某種文章的服裝，稱為章服。
十二章內涵豐富：日、月、星辰，取其照臨之意；山，取其穩重、鎮定之意；龍，取其神異、變幻之意；華蟲，羽毛五色，甚美，取其有文彩之意；宗彝，取供奉、孝養之意；藻，取其潔淨之意；火，取其明亮之意；粉米，取有所養之意；黼，取割斷、果斷之意；黻，取其辨別、明察、背惡向善之意。

## 出處
《尚書·益稷》中，舜帝在和大禹討論天地之道時說：「予欲觀古人之象，日、月、星辰、山、龍、華蟲，作會；宗彝、藻、火、粉米、黼、黻，絺繡，以五彩彰施於五色，作服。」
- 上面「予欲觀古人之象」句中的「予」，是指傳說中繼堯為帝的那個有虞氏—虞舜。因此也稱「有虞十二章」[9]

## 影響

受十二章影響設計的中華民國十二章國徽

中華民國北洋政府時期之十二章國徽，即係採用十二章之設計。
中華民國國民政府時期所鐫刻之中華民國國璽，包含中華民國之璽、榮典之璽，璽鈕上亦均刻有十二章紋樣。
李氏朝鮮衣冠學習明制，國王著九章冕服，即：「上衣青色，裝飾五章，龍在兩肩，山在背部，火、華蟲和宗彜在兩袖，此三章每袖自上而下各三；下裳纁色，裝飾四章，藻、粉米、黼、黻，每章各二」，另有大帶、蔽膝、佩、綬等配件；王世子著七章冕服。光武改革後，成立大韓帝國，皇帝冕服亦改做最高等級的十二章冕服。
日本從唐朝引進十二章紋制，文武天皇發布的《大寶律令》規定，天皇在正式場合著十二章冕服「袞龍御衣」。732年，冕服上衣飾日、月、七星、山、火、龍、華蟲，下裳飾藻、粉米、斧、黻。
- 日本孝明天皇袞衣上的十二章紋樣